# Першинська (муніципальне утворення «Муравйовське»)
Першинська (рос. Першинская) — присілок в Вельському районі Архангельської області Російської Федерації.
Населення становить 14 осіб. Входить до складу муніципального утворення Муравйовське муніципальне утворення.

## Історія
Від 1937 року належить до Архангельської області.
Від 2004 року належить до муніципального утворення Муравйовське муніципальне утворення.

## Населення
| 2002 | 2010 | 2012 | 2014 |
| ---- | ---- | ---- | ---- |
| 8    | ↘4   | ↗16  | ↘14  |